# Station Ham-sur-Sambre
Station Ham-sur-Sambre is een voormalige spoorweghalte langs spoorlijn 130 (Namen - Charleroi) in Ham-sur-Sambre, een deelgemeente van Jemeppe-sur-Sambre. Het was een stopplaats. Sinds 1 april 2019 stoppen er geen treinen meer in dit station.

## Galerij

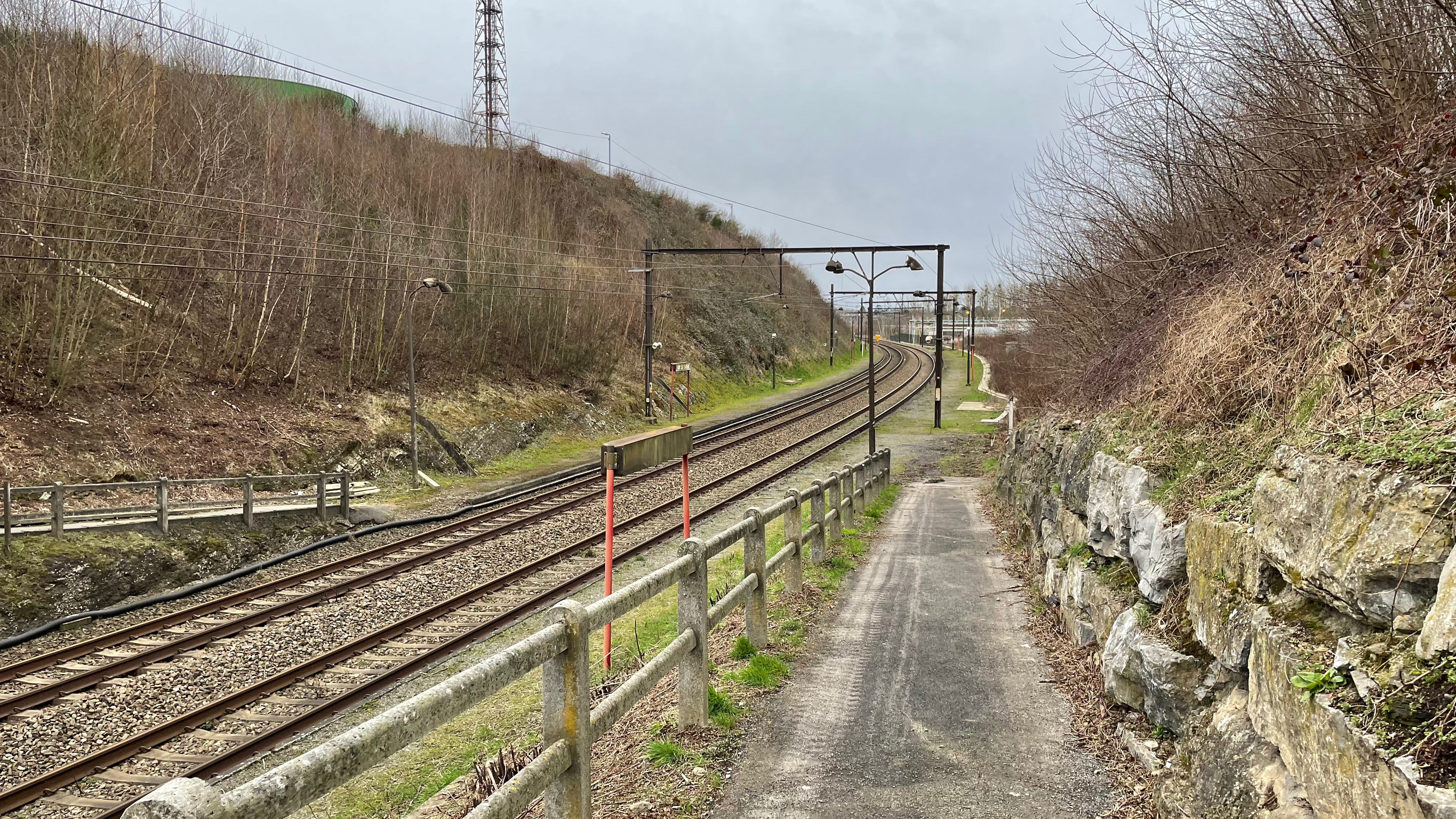
Toegang tot het station
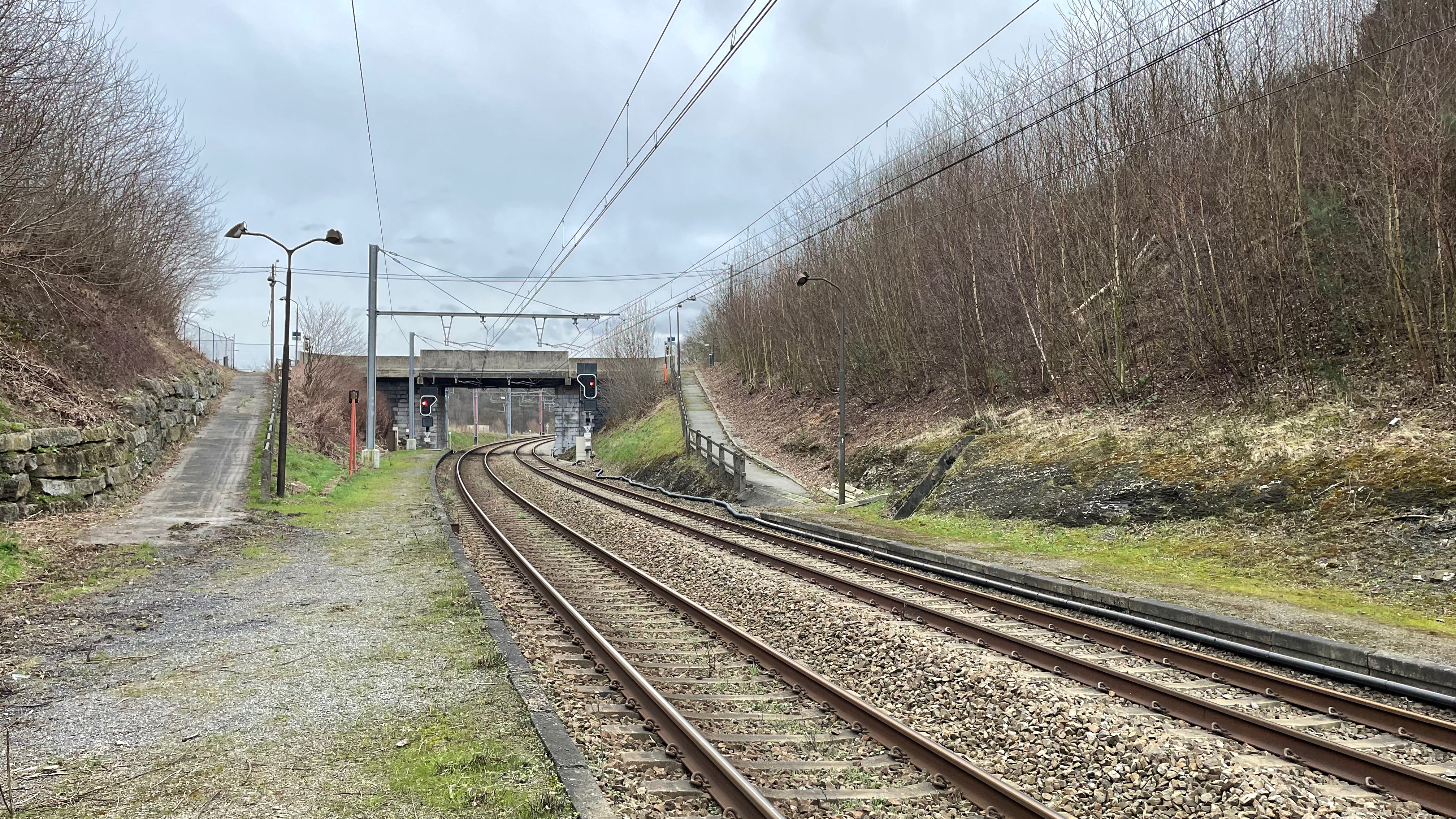
Zicht op het perron
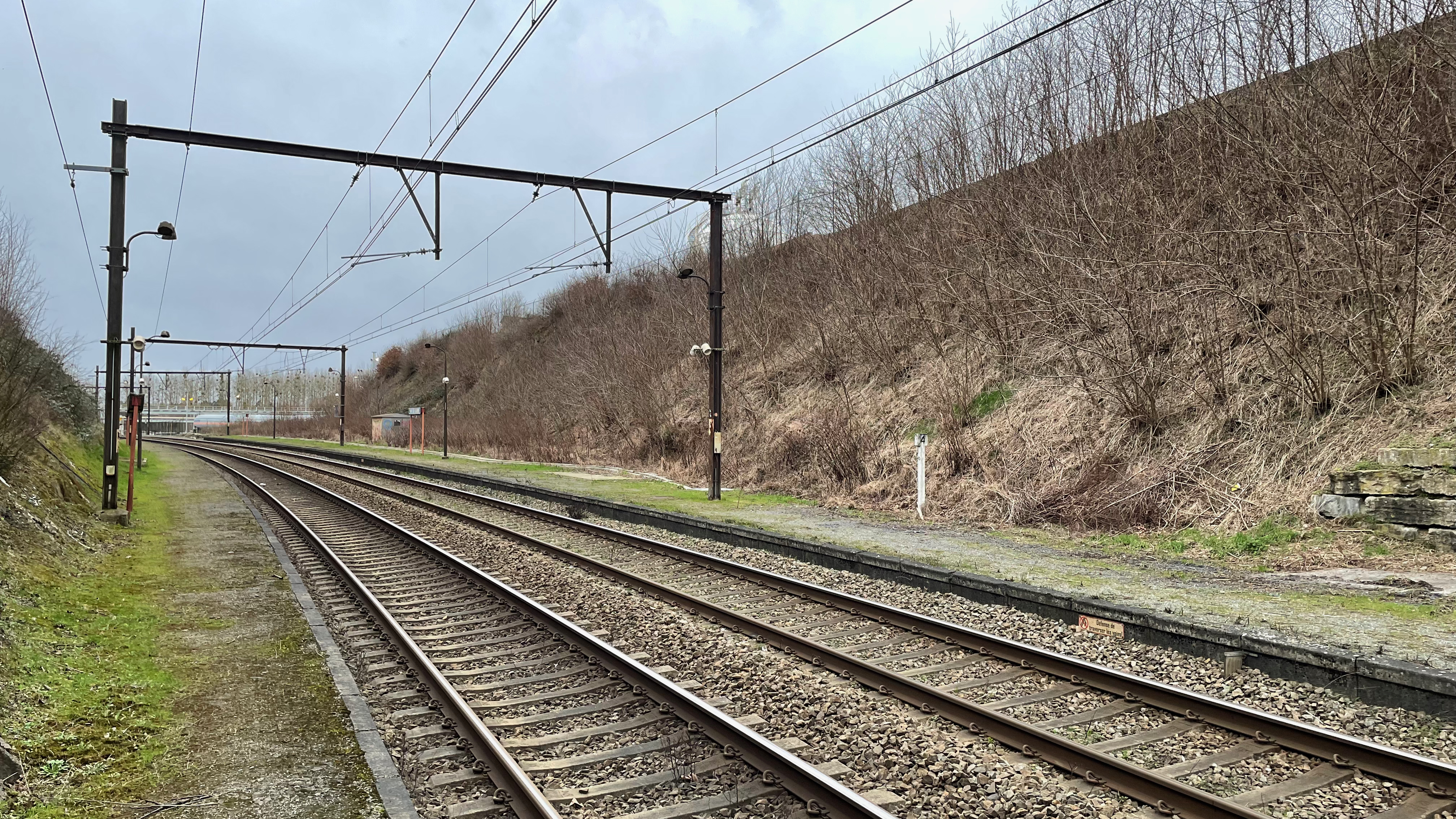
Sporen richting Charleroi

## Reizigerstellingen
De grafiek en tabel geven het gemiddeld aantal instappende reizigers weer op een week-, zater- en zondag.
| Tabel: aantal instappende reizigers station Ham-sur-Sambre | Tabel: aantal instappende reizigers station Ham-sur-Sambre | Tabel: aantal instappende reizigers station Ham-sur-Sambre | Tabel: aantal instappende reizigers station Ham-sur-Sambre |
|                                                            | Weekdag                                                    | Zaterdag                                                   | Zondag                                                     |
| ---------------------------------------------------------- | ---------------------------------------------------------- | ---------------------------------------------------------- | ---------------------------------------------------------- |
| 1977                                                       | 132                                                        | 57                                                         | 28                                                         |
| 1978                                                       | 172                                                        | 64                                                         | 57                                                         |
| 1979                                                       | 147                                                        | 49                                                         | 40                                                         |
| 1980                                                       | 193                                                        | 80                                                         | 40                                                         |
| 1981                                                       | 191                                                        | 82                                                         | 50                                                         |
| 1982                                                       | 158                                                        | 43                                                         | 32                                                         |
| 1983                                                       | 150                                                        | 48                                                         | 28                                                         |
| 1984                                                       | 130                                                        | 15                                                         | 14                                                         |
| 1985                                                       | 120                                                        | 32                                                         | 14                                                         |
| 1986                                                       | 140                                                        | 20                                                         | 14                                                         |
| 1987                                                       | 111                                                        | 51                                                         | 11                                                         |
| 1988                                                       | 105                                                        | 132                                                        | 25                                                         |
| 1989                                                       | 119                                                        | 28                                                         | 25                                                         |
| 1990                                                       | 85                                                         | 21                                                         | 20                                                         |
| 1991                                                       | 92                                                         | 29                                                         | 13                                                         |
| 1992                                                       | 122                                                        | 36                                                         | 19                                                         |
| 1993                                                       | 55                                                         | -                                                          | -                                                          |
| 1994                                                       | 78                                                         | -                                                          | -                                                          |
| 1995                                                       | 64                                                         | -                                                          | -                                                          |
| 1996                                                       | 59                                                         | -                                                          | -                                                          |
| 1997                                                       | 55                                                         | -                                                          | -                                                          |
| 1998                                                       | 47                                                         | -                                                          | -                                                          |
| 1999                                                       | 37                                                         | -                                                          | -                                                          |
| 2000                                                       | 36                                                         | -                                                          | -                                                          |
| 2001                                                       | 21                                                         | -                                                          | -                                                          |
| 2002                                                       | 25                                                         | -                                                          | -                                                          |
| 2003                                                       | 14                                                         | -                                                          | -                                                          |
| 2004                                                       | 18                                                         | -                                                          | -                                                          |
| 2005                                                       | 29                                                         | -                                                          | -                                                          |
| 2006                                                       | 19                                                         | -                                                          | -                                                          |
| 2007                                                       | 23                                                         | -                                                          | -                                                          |
| 2008                                                       | -                                                          | -                                                          | -                                                          |
| 2009                                                       | 25                                                         | -                                                          | -                                                          |
| 2010                                                       | -                                                          | -                                                          | -                                                          |
| 2011                                                       | -                                                          | -                                                          | -                                                          |
| 2012                                                       | 38                                                         | -                                                          | -                                                          |
| 2013                                                       | 28                                                         | -                                                          | -                                                          |
| 2014                                                       | 35                                                         | -                                                          | -                                                          |
| 2015                                                       | 14                                                         | -                                                          | -                                                          |
| 2016                                                       | 24                                                         | -                                                          | -                                                          |
| 2017                                                       | 14                                                         | -                                                          | -                                                          |
| 2018                                                       | 8                                                          | -                                                          | -                                                          |

0,0: Namen ·
3,2: Ronet ·
4,8: Flawinne ·
8,6: Floreffe ·
10,9: Franière ·
13,5: Mornimont ·
14,4: Moustier ·
16,2: Ham-sur-Sambre ·
16,7: Jemeppe-sur-Sambre ·
19,3: Auvelais ·
21,4: Tamines ·
23,7: Aiseau ·
25,5: Tergnée ·
26,4: Farciennes ·
27,5: Le Campinaire ·
28,6: Pont-de-Loup ·
29,8: Châtelet ·
32,6: Couillet-Montignies ·
33,9: Couillet ·
36,6: Charleroi-Central